# Festivalurile de film de la Priștina

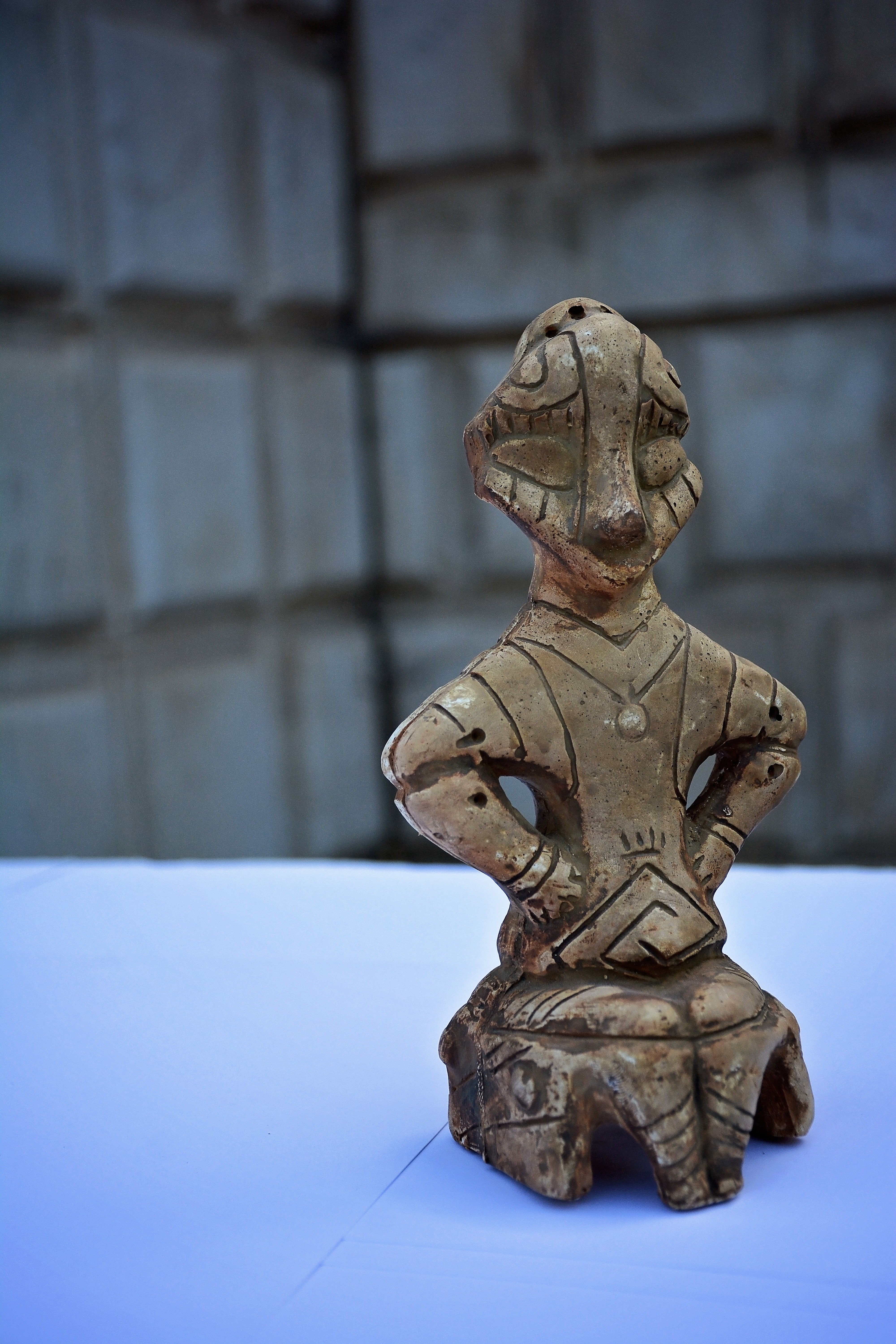
Zeița pe tron (Hyjnesha në fron) (5700–4500 î.Hr.) din Muzeul Kosovo din Priștina a influențat designul statuetei pe care o primesc câștigătorii Festivalului Internațional de Film de la Priștina. De asemenea a dat numele unui alt festival, Festivalul de Film din Kosovo „Hyjnesha në fron”.

Capitala statului parțial recunoscut Kosovo, Priștina, în special Teatrul Național din Priștina este gazda mai multor festivaluri de film diferite. Celebrități din întreaga lume merg pe covorul roșu al festivalurilor care au loc anual. Aceste festivaluri fac ca orașul să atragă interesul vizitatorilor locali și internaționali, ceea ce face ca viața orașului să fie mai dinamică. La Priștina au loc festivaluri ca: Festivalul Internațional de Film de la Priștina, Hyjnesha në fron, Skena Up, Nine Eleven, Rolling Film (festival de film dedicat comunității de romi) sau Nje Bote (festival de film documentar despre drepturile omului).

## Festivalul Internațional de Film de la Priștina
Festivalul Internațional de Film de la Priștina (Prishtina International Film Festival, PriFilmFest) este un festival anual de șapte zile. A început în 2009 după declarația de independență a Republicii Kosovo din 2008. Are loc la Teatrul Național din Priștina de obicei în luna septembrie, dar cea de-a șasea ediție a avut loc în perioada 25 aprilie - 2 mai 2014. În cadrul evenimentului, câștigătorii primesc o statuetă numită „Zeița de Aur”, care se bazează pe figurina de teracotă „Zeița pe Tron” (în albaneză: Hyjnesha në fron), care a fost descoperită în Kosovo în 1956 și a devenit simbolul orașului. Din 2010, PriFilmFest a lansat PriFilm Forum, care constă în seminarii, ateliere și discuții între realizatorii de film kosovari și cei din țările vecine.
Fondatorii PriFilmFest sunt: Vjosa Berisha, Fatos Berisha, Orhan Kerkezi și Faton Hasimja.
În 2009, cel mai bun film a fost considerat Snijeg⁠(d), în regia lui Aida Begic⁠(d) din Bosnia și Herțegovina.

## Hyjnesha në fron
Festivalul de Film din Kosovo „Hyjnesha në fron” („Zeița pe tron” ) este un festival anual care a fost fondat în anul 2002. Are loc între lunile septembrie și decembrie. La primele cinci ediții, festivalul a avut loc în diferite orașe din Kosovo. În prezent, în mod tradițional, are loc în capitala Kosovo, Priștina. Numele festivalului provine de la o figurină de teracotă veche de 5000 de ani găsită în Kosovo și care a devenit simbolul orașului Priștina.
Programul festivalului include lungmetraje de ficțiune și scurtmetraje. Competiția este împărțită în: 
1. Competiție internațională – pentru lungmetraje din întreaga lume (peste 60 de minute)
2. Competiție de scurtmetraje – pentru scurtmetraje din întreaga lumea (40 de minute sau mai puțin)
3. Competiție de scurtmetraje – pentru competiția națională de scurtmetraje (40 de minute sau mai puțin)
4. Proiecție specială - filme noi ale unor regizori consacrați
Premii:
- Premiul pentru cel mai bun actor
- Premiul pentru cel mai bun actriță
- Premiul pentru cel mai bun actor în rol secundar
- Premiul pentru cel mai bun actriță în rol secundar
- Premiul pentru cel mai bun scenariu
- Premiul pentru cea mai bună fotografie
- Premiul pentru cel mai bun regizor
- Premiul pentru cel mai bun film
- Premiul pentru cel mai bun film internațional
- Cinematografia viitorului
- Recompensă pentru munca de o viață

## Skena Up

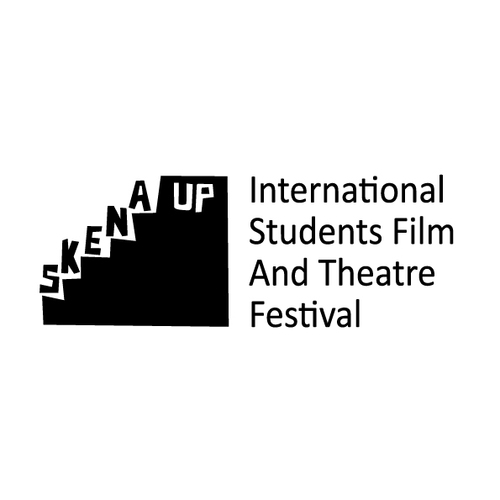
Festivalul internațional de film și teatru pentru studenți „SKENA UP”.

„Festivalul Skena Up” este un festival internațional special anual de șapte zile pentru studenții de film și teatru. A început în anul 2003 și se desfășoară între lunile octombrie și decembrie la Teatrul Național din Priștina. A fost fondat de un grup de studenți și artiști de la Universitatea din Priștina. Este o competiție a viitorilor artiști ceea ce face acest festival unic. Festivalul are două obiective: oferă un forum adecvat studenților pentru a-și prezenta munca publicului, ceea ce duce la o interacțiune cu publicul care are ca rezultat un feedback. Al doilea obiectiv este reunirea colegilor din întreaga lume și prezentarea studenților în fața unor regizori, producători, scenariști și actori de renume internațional. Ca parte a festivalurilor sunt workshop-uri, AfterParties și voluntariatul.
Skena UP face parte din The International Young Makers in Transit , care își propune să creeze oportunități pentru tinerii realizatori de teatru europeni de a-și prezenta munca pe platforme din toată Europa. În timpul participării, tinerii artiști interacționează cu colegii europeni și astfel construiesc o rețea internațională.
Premii:
Concurs cinematografic
- Cel mai bun film de ficțiune
- Cel mai bun film documentar
- Cel mai bun film de animație
- Cel mai bun film național
- Cel mai bun „ExYU generation Next”
- Mențiune specială a juriului

Concurs de teatru
- Cel mai bun spectacol de teatru
- Cea mai bună regie
- Cel mai bun actor
- Premiul ADRIANA
- Mențiune specială a juriului

## Nine Eleven
„Nine Eleven” este un festival anual de cinci zile dedicat comemorării vieților pierdute în Atentatele din 11 septembrie 2001 de la World Trade Center. A început în 2003 ca o competiție de film, sculptură și design modern care exprimă punctele de vedere ale artiștilor despre ce s-a întâmplat la 11 septembrie 2001. Începând cu a doua ediție a avut loc doar un concurs de scurtmetraje. Are loc în luna septembrie la Teatrul Național din Priștina și este dedicat doar cineaștilor albanezi. A fost fondat de producătorul de film Blerim Gjoci.
Premii:
- Cel mai bun film
- Cea mai bună cinematografie
- Cel mai bun montaj
- Cea mai bună regie
- Cel mai bun scenariu
- Cea mai bună actriță
- Cel mai bun actor
- Cea mai bună muzică

## Rolling Film
„Festivalul Rolling Film” este un festival internațional de film de patru zile dedicat comunității de romi. Prima ediție a avut loc în 2009. La cea de-a treia ediție festivalul a avut loc în 5 locuri diferite de proiecție din orașul Pristina. Filmele sunt selectate pentru a demonstra diversitatea, bogăția și umanitatea comună a poveștilor romilor, prin urmare scopul festivalului este să arate „visele” și cultura comunității romilor. Ca parte a festivalului sunt și sesiunile de discuții între proiecțiile de filme, dar și ateliere, voluntariatul și concertele de muzică.

## Nje Bote
Festivalul de Film „Nje Bote” este un festival internațional de film documentar despre drepturile omului, în care au fost prezentate peste 320 de documentare, despre încălcările brutale ale drepturilor omului pe tot globul. Are loc la Cinematograful ABC din Priștina. A început în 2000 și acum este la a 13-a ediție. Este organizat de Consiliul pentru Protecția Drepturilor și Libertății (CDHRF), ca parte a Festivalului „World One” (în cehă Jeden svět) din Praga. Scopul Festivalului este de a promova drepturile omului, libertățile și democrația, dar și de a prezenta dezbateri semnificative pe teme precum drepturile omului, societatea civilă, politica externă, politica de mediu etc. Festivalul „One World” rămâne o organizație unică în Kosovo datorită subiectului său.